# Bomílcar (sufete)
Bomílcar (século III a.C.) foi um nobre e um comandante cartaginês na Segunda Guerra Púnica.

## História
Ele era o pai de Hanão que comandou uma parte do exército de Aníbal em sua travessia do Ródano em 218 a.C.. Este Bomílcar parece ter sido um dos sufetes cartagineses e pode ter presidido a assembleia do senado cartaginês na qual a Segunda Guerra Púnica.